# Raport o Rozwoju Społecznym
Raport o Rozwoju Społecznym (ang. Human Development Report) – raport publikowany corocznie przez Program Narodów Zjednoczonych ds. Rozwoju (UNDP). Po raz pierwszy opracowany został w 1990 roku. 

## Charakterystyka raportu
Raport prezentuje cztery wskaźniki:
- wskaźnik rozwoju społecznego (Human Development Index, HDI) − ocenia jakość życia w krajach świata biorąc pod uwagę ich opiekę zdrowotną, edukację oraz zarobki wyrażone w parytecie siły nabywczej
- Inequality-adjusted Human Development Index (IHDI, wskaźnik rozwoju społecznego uwzględniający nierówność) − zmodyfikowany wskaźnik HDI, obniżający ocenę, jeżeli dystrybucja danych dóbr w społeczeństwie jest nierówna
- Gender Inequality Index (GII, wskaźnik nierówności płci) − odzwierciedla dyskryminację kobiet w obszarach opieki zdrowotnej, statusu społecznego i rynku pracy; zastąpił dawny wskaźnik rozwoju uwzględniający płeć oraz miernik statusu społecznego płci[2]
- Multidimensional Poverty Index (MPI, wieloaspektowy wskaźnik ubóstwa) − podobnie jak HDI bada opiekę zdrowotną, edukację i standard życia, jednak oparty jest na sondażach gospodarstw domowych; zastąpił wskaźnik ubóstwa społecznego[2].

Raport o Rozwoju Społecznym 2007/2008, zatytułowany „Przeciw zmianom klimatycznym: solidarność w podzielonym świecie” skupia się na powiązaniu kwestii rozwoju z globalnymi zmianami klimatycznymi, wskazując, że główny ciężar zmian klimatycznych, wywołanych przez mieszkańców krajów rozwiniętych (w tym Polski), poniosą mieszkańcy krajów rozwijających się.

## Historyczne wskaźniki
- wskaźnik rozwoju uwzględniający płeć (GDI, Gender-related Development Index) – wskaźnik rozwoju społecznego liczony osobno dla kobiet i dla mężczyzn, wskazujący na podstawowe różnice w szansach rozwoju wg płci
- miernik statusu społecznego płci (GEM, Gender Empowerment Measure) – określał poziom uczestnictwa kobiet i mężczyzn w życiu publicznym (np. w polityce i w gospodarce) oraz udziału obu grup w procesie podejmowania decyzji
- wskaźnik ubóstwa społecznego